# Фурановые смолы
Фурановые смолы (синвар, тайгон, пенсалт фуран, фурамель и др.) — термореактивные олигомеры, образующиеся из соединений, содержащих фурановый цикл.

## Свойства
Жидкие или твёрдые вещества от тёмно-красного до чёрного цветов; плотность 1,1÷1,2 г/см³; в неотверждённом виде растворяются в ацетоне; способны медленно отверждаться при нормальных условиях (исключая смолы, состоящие из мономеров на основе фурфурила и ацетона, например фурфурилиденацетона), быстро отверждаются при нагревании (150÷170°С) или (и) в присутствии катализаторов (главным образом ароматических сульфокислот или минеральных кислот), с образованием тепло-, кислото- и щёлочестойких материалов, характеризующихся высоким коксовым числом (до 85÷90%)

## Получение
Наиболее широко для получения фурановых смол используют:
- продукт конденсации в щелочной среде эквимолярных количеств фурфурола и ацетона (так называемый мономер ФА), состоящий главным образом из Монофурфурилиденацетона (50—65 %) и его димера (40—25 %);
- фурфурилфурфураль — продукт взаимодействия фурфурола с фурфуриловым (фуриловым) спиртом в молярном соотношении 1 : 2 (катализатор CaCl2);
- фуриловый спирт (его олигомеры называют также фуриловыми смолами).

Олигомеры мономера ФА и фурфурилфурфураля образуются, как правило, непосредственно при изготовлении композиционного материала или изделия, фуриловые смолы (молекулярная масса 500—600) получают нагреванием (70—100 °C) мономера в присутствии малеинового ангидрида с последующей нейтрализацией щёлочью и сушкой продукта при 95—100 °C в вакууме (остаточное давление 130—200 Па).

## Применение
Фурановые смолы на основе мономера ФА — связующие при производстве полимербетона, негорючих водостойких древесно-стружечных плит, антикоррозионных замазок (мастик);
Другие фурановые смолы — связующие в производстве стеклопластиков, асбопластиков, графитопластов, плёнкообразующие лаков для антикоррозионных покрытий.